# Chandragiri
Chandragiri (in telugu చంద్రగిరి), è un sobborgo della città Tirupati in Andhra Pradesh, India.

## Mandal di Chandragiri
Il mandal di Chandragiri presenta sul suo territorio numerosi luoghi di importanza storica come ad esempio i siti di Srinivasa-Mangapuram, Srivari-Mettu e il tempio di Agasthreeswara.
In questo mandal sono presenti anche diverse istituzioni educative.
Qui vivono popolazioni di varie religioni, ma la maggior parte sono di fede induista, seguiti da islamici e cattolici.

## Fortezza di Chandragiri
Chandragiri è famosa per la presenza di una fortezza, costruita nell'XI secolo, e del palazzo del Raja Mahal, contenuto al suo interno. Dopo essere stata per circa tre secoli sotto il governo di  Yadava Naidus, Chandragiri divenne parte dell'impero di Vijayanagara nel 1367, arrivando successivamente a esserne la quarta capitale. Nel 1646 la fortezza venne annessa al territorio di Golkonda e passò dunque sotto il governo Mysore. Dal 1792 Chandragiri iniziò a perdere progressivamente di importanza, cadendo nell'oblio.
La fortezza contiene al suo interno le rovine di otto tempi dedicati a divinità saivite e vaishnavite, del Raja Mahal, del Rani Mahal e di altre strutture.
Il palazzo Raja Mahal, esempio dell'architettura del periodo Vijayanagar, ospita oggi un museo archeologico.